# Moebius: The Orb of Celestial Harmony
Moebius: The Orb of Celestial Harmony, anche sottotitolato Master the Orient sulle confezioni europee, è un videogioco di ruolo pubblicato nel 1985 per Apple II e successivamente per Amiga, Atari ST, Commodore 64, Mac OS e MS-DOS dalla Origin Systems. Unisce caratteristiche del gioco di ruolo nello stile di Ultima a sequenze d'azione di tipo picchiaduro a incontri simili a Karateka o Swashbuckler, in un'ambientazione fantasy ispirata all'Estremo Oriente antico.
Secondo il produttore, entro il 1989 Moebius aveva venduto quasi 70 000 copie.
Nel 1989 uscì il seguito Windwalker, a volte sottotitolato A Tale from Moebius ("un racconto di Moebius").

## Trama
Il gioco si svolge a Khantun, una terra che è divenuta desolata e sofferente dopo il furto della Sfera dell'Armonia Celeste (The Orb of Celestial Harmony). Il personaggio del giocatore è un combattente discepolo del monaco Moebius, il quale occasionalmente appare come volto in primo piano di un uomo barbuto e incappucciato per dare indicazioni testuali. Il discepolo, dopo l'addestramento, viaggerà attraverso i piani materiali di Terra, Acqua, Aria e Fuoco per trovare e liberare alcuni personaggi sacri imprigionati e infine affrontare il responsabile del furto.

## Modalità di gioco
Il giocatore ha a disposizione fino a 7 personaggi salvati su disco tra cui sceglierne uno per affrontare l'avventura, e può crearli, esaminarli o cancellarli dal menù principale. Le loro caratteristiche di base sono corpo (punti ferita), mente, agilità e karma. Tramite la modalità addestramento si possono accrescere caratteristiche e abilità dei personaggi, ed è comunque necessario completare l'addestramento di almeno un personaggio in tre discipline per poter proseguire.
Due discipline dell'addestramento consistono in un duello picchiaduro, a mani nude o con la spada, contro un assassino (in stile ninja) o una guardia di palazzo. I contendenti sono mostrati bidimensionalmente di profilo e il giocatore controlla il proprio tramite tastiera oppure, solo nelle versioni più evolute, tramite icone. Si possono effettuare 12 mosse comprendenti vari tipi di attacchi, la parata, e passi lunghi o corti a destra e sinistra.
La terza disciplina dell'addestramento è la divinazione ed è di fatto un piccolo gioco d'azione in cui bisogna cercare di mantenere entro i confini di un riquadro un simbolo che si agita freneticamente.
Quando inizia l'avventura vera e propria il personaggio è simboleggiato da un mezzo busto su una mappa a scorrimento multidirezionale, suddivisa idealmente in caselle. Si può spostare il personaggio sulla mappa nelle otto direzioni, ma non si possono superare ostacoli come acqua, vegetazione e rocce, a meno che si utilizzi l'attrezzatura giusta, ad esempio con la spada si può fendere la vegetazione.
In ogni momento si può interrompere il movimento e aprire una finestra con un menù di azioni tra cui comunicare, esaminare, gestire oggetti, fare magie.
Eventuali combattimenti avvengono in modo analogo ai duelli dell'addestramento, a mani nude o con spada a seconda di come era stato armato il personaggio in precedenza. Sconfiggendo gli avversari ci si può impadronire di armi e oggetti che erano in loro possesso. Altri personaggi incontrati possono essere abitanti pacifici, amichevoli se ci si presenta senza armi in mano, con i quali si può comunicare. Tra gli aiuti ottenibili ci sono mappe a larga scala per orientarsi sul territorio. Mantenere un comportamento virtuoso ha spesso effetti positivi e preserva il karma, che invece può essere diminuito dai fallimenti, con conseguente degrado dell'abilità marziale e diplomatica. Fondamentale per sopravvivere è anche rifornire la riserva di cibo e acqua. La magia richiede una mente forte e in molti casi per lanciare un certo incantesimo è necessario anche procurarsi in qualche modo un certo ingrediente.